# Zach Roerig
Zachary Zach Roerig, född 22 februari 1985 i Montpelier i Ohio, är en amerikansk skådespelare. Han är bland annat känd för roller som Casey Hughes i As the World Turns, Hunter Atwood i One Life to Live och Matt Donovan i The Vampire Diaries.